# Ophiomyia disordens
Ophiomyia disordens är en tvåvingeart som beskrevs av Pakalniskis 1998. Ophiomyia disordens ingår i släktet Ophiomyia och familjen minerarflugor. Inga underarter finns listade i Catalogue of Life.